# Северная Осетия
Се́верная Осе́тия (осет. Цӕгат Ирыстон, Цӕгат Иристон), официально — Респу́блика Се́верная Осе́тия — Ала́ния (ирон. Республикӕ Цӕгат Ирыстон — Алани, дигор. Республикӕ Цӕгат Иристон прослушатьо файле) — субъект Российской Федерации, республика в её составе. Входит в состав Северо-Кавказского федерального округа, является частью Северо-Кавказского экономического района.
Столица — город Владикавказ.
Граничит: на западе — с Кабардино-Балкарией, на севере — со Ставропольским краем, на востоке — с Ингушетией и Чеченской Республикой, на юге — с Грузией и частично признанной Южной Осетией.
Образована 7 июля 1924 года как Северо-Осетинская автономная область. Республика с 1936 года.
Государственные языки: осетинский и русский.

## Физико-географическая характеристика

### География
Республика расположена на северном склоне Большого Кавказа.
Из общей территории 8000 км² бо́льшую часть занимают низменности и равнины, доля нагорной полосы составляет немного меньше половины. На севере — Ставропольская равнина, южнее — Терский и Сунженский хребты, в центральной части — Осетинская наклонная равнина. На юге — Главный, или Водораздельный, хребет Большого Кавказа. Высшая точка — гора Казбек 5033 м. В горной части республики, севернее Главного хребта параллельно проходят четыре больших хребта: Боковой, Скалистый, Пастбищный и Лесистый. Хребты разрезаны ущельями, главными из которых являются Дарьяльское, Кармадонское (Геналдонское), Куртатинское, Кассарское, Алагирское и Дигорское.

### Геологическое строение и полезные ископаемые
В начале четвертичного периода на территории Кавказа (и территории нынешней Северной Осетии — Алании в частности) происходили мощные горообразовательные процессы, в результате чего появились многочисленные складки, прогибы и впадины. Затем большую роль в рельефообразовании сыграли внешние силы (прежде всего, реки), которые рассекли горные складки и создали поперечные долины (долины рек Терека, Ардона, Гизельдона, Фиагдона).
Полезные ископаемые: полиметаллические руды, содержащие цинк, свинец, медь, серебро, доломиты, источники минеральных вод. Разведаны запасы золота и нефти, ведётся подготовка к эксплуатации перспективных месторождений.

### Климат
Климат умеренно континентальный. На Моздокской равнине — засушливый, часты суховеи; средняя температура января — −16 °C, июля — +24 °C; осадков 600—700 мм в год на равнинах и до 900 мм в предгорьях.
В Центральном и Предгорном районе умеренный климатический пояс, смягчённый близостью гор. Зима мягкая, лето длительное, но не засушливое, и, в основном, не чересчур знойное, дождливое. Летом возможность проникновения тропических циклонов, несущих сильные дождевые муссоны с грозами. Зимой осадки приходят, в основном, с Каспийского моря. Средняя температура января: −3,2 °C. Средняя температура июля: +20,4 °C.

### Гидрография
На территории Северной Осетии — Алании протекают многие реки.
Главной рекой Северной Осетии — Алании является Терек, который берёт своё начало за пределами республики, в ледниках горы Зилга-xox на высоте 2713 м и имеет длину примерно 600 км (в том числе на территории Северной Осетии — Алании — 110 км). У Терека существует множество притоков, из которых наиболее крупными являются Урух (104 км), Ардон (101 км), Камбилеевка (99 км), Гизельдон (81 км) и др.
Терек, Урух, истоки Ардона берут своё начало в горах и имеют ледниковое питание. Эти реки относятся к горной группе. К предгорным рекам относятся Камбилеевка и Сунжа, имеющие смешанное питание: грунтовое, дождевое и снеговое. Они имеют весеннее половодье, в осеннее и зимнее время их сток значительно понижен. В зимнее время они, как и горные реки, не замерзают из-за бурного течения, хотя их течение менее стремительное, чем у горных рек.
К числу наиболее значительных ледников относятся Караугомский ледник (35 км²), Майли (22 км²) и Цейский (18 км²).

### Почвы
Большим разнообразием отличается почвенный покров: горно-луговые почвы, чернозёмы различных видов и др.
На севере и северо-востоке, наиболее засушливой части республики (Моздокские степи), распространены каштановые почвы, имеющие коричневый оттенок и достаточное количество питательных веществ. На остальной территории распространены, главным образом, чернозёмы.
На севере и северо-востоке Осетинской наклонной равнины преобладают карбонатные чернозёмы, содержащие значительные накопления углекислого кальция. На юге равнины количество выпадающих осадков растёт и здесь основное место занимают слабовыщелоченные и выщелоченные чернозёмы.
В центральной части равнины зеркало грунтовых вод находится близко к поверхности и здесь преобладают луговые, лугово-болотные и аллювиальные почвы.
В горах, покрытых широколиственными лесами, преобладают лесные почвы. Их особенностью является бурая окраска, комковатая структура и умеренное содержание перегноя.
В зоне субальпийской и альпийской растительности преобладают горно-луговые почвы, имеющие небольшую мощность, высокое содержание гумуса в верхних слоях и значительную кислотность и влажность.
Самыми плодородными почвами в Северной Осетии — Алании являются чернозёмы Силтанукской возвышенности в Дигорском районе, обладающие хорошей структурностью и большим содержанием гумуса.
Большие территории заняты лесными оподзоленными и лугово-болотными оподзоленными почвами, которые малоплодородны из-за недостаточно хорошей структурности, малого количества гумуса, заболоченности и высокой кислотности.

### Растительность
Растительный мир представлен богатым разнотравьем: от степной растительности до субальпийских и альпийских лугов. Лесами покрыто 22 % всей площади республики; преобладают широколиственные леса с господством бука (61 % покрытой лесом площади); растут также граб, липа, ольха, ясень, клён, дуб, много дикоплодовых деревьев и кустарников, а в межгорных котловинах — сосновые и берёзовые леса.

### Животный мир
Разнообразен животный мир: помимо представителей «коренной» фауны республики (тур, серна, лесной кот, рысь, кабан, косуля, медведь, волк, лисица, заяц-русак, тетерев и т. д.), акклиматизированы як, олень, алтайская белка, енотовидная собака, зубр, ведутся также работы по восстановлению популяции переднеазиатского леопарда (кавказского барса). В верховьях рек Цей, Ардон и Фиагдон находится государственный Северо-Осетинский заповедник.

### Часовой пояс
Северная Осетия — Алания находится в часовой зоне МСК (московское время). Смещение применяемого времени относительно UTC составляет +3:00.

## История

### Древняя история
Известный русский офицер Штедер в 1781 году пишет: «Осы, или по-русски осетины, граничат на востоке с ингушами и Тереком, на юге — с грузинами и имеретинцами, на западе — с рекой Лесген и Большой Кабардой, на севере — с Малой Кабардой. Протяжение с востока на запад равно 75 вёрстам, ширина с севера на юг в северных горах равна 55, а в южных — 30 вёрстам: эти расстояния счислены по часам» («Осетины глазами русских и иностранных путешественников», стр. 29-30).
С I тысячелетия до нашей эры на территории современной Северной Осетии — Алании распространена Кобанская культура, получившая своё название по поселению Кобан (Северная Осетия), где были найдены древнейшие археологические памятники.

### Средние века
В XII веке Алания вступила в эпоху феодальной раздробленности и фактически разделилась на враждующие княжества. В 1238 году монголы начали завоевание Алании. Равнинная часть Алании была разорена и разграблена, а города сожжены. В 1277 году Менгу-Тимур совершил поход на аланский город Дедяков, который по мнению большинства исследователей находился на месте столицы Северной Осетии — Владикавказа. В 1395—1400 годах армия Тимура окончательно разгромила и почти полностью уничтожила аланов. Остатки населения укрылись в горных районах, где, судя по данным лингвистики, смешались с местным населением другой языковой семьи. Данные многолетних археологических раскопок, однако, утверждают обратное, так как доказывают присутствие алан в ущельях Кавказа с VI века н. э.

### Вторжение Шаха Аббаса в Осетию
В 1614 году во время походов шаха Аббаса в Картли и Кахетию войска Аббаса дошли до селения Никози. После чего они направились на завоевание Осетии. Одна часть войск прошла через Дарьяльское ущелье, а другая через Двалетию. Войска сефевидов попытались взять Дзивгисскую крепость, но потерпев поражение отступили к селению Цамад. Другая часть войска подошла к Зрамагу, но из-за сильного сопротивления отступила. 

### Присоединение к Российской империи
Северные осетинские территории были в числе первых на Северном Кавказе были присоединены к Российской империи в 1774 году; южная часть Осетии была присоединена в 1801 году вместе с Восточной Грузией. Владикавказ стал первой российской крепостью в регионе (основан в 1784).

### Советская власть
Во время Гражданской войны в России Северная Осетия достаточно сильно пострадала из-за боевых действий. Многие осетинские селения в Моздокском районе, Пригородном районе, возле Владикавказа были уничтожены в ходе боёв. 
В 1921 году Осетия стала частью Горской советской республики, получила статус автономной области в 1924 и в 1936 была преобразована в Северо-Осетинскую Автономную Советскую Социалистическую Республику.

### Великая Отечественная война
Во время Великой Отечественной войны при наступлении германских войск из республики в срочном порядке были эвакуированы в глубокий тыл и горные районы оборудование основных промышленных предприятий, колхозный скот, хлеб, и прочее, а также дееспособное население. Эвакуация происходила в условиях массированных налётов немецкой авиации. На территории Северо-Осетинской АССР к ноябрю 1942 года оккупации подверглись Моздокский, Ирафский, Дигорский, Алагирский, Ардонский, Кировский и частично Орджоникидзевский и Гизельдонский районы. В период с 31 октября по 26 ноября 1942 года на республику было совершено 275 авианалётов. На её столицу Орджоникидзе было сброшено 160 бомб и выпущено около 200 артиллерийских снарядов из дальнобойных орудий, в результате чего в городе было полностью разрушено 195 зданий и частично — 1140. Людские потери составили 447 человек, из которых 176 убито и 76 тяжело ранено. Бо́льшая часть Северной Осетии была оккупирована 1-й танковой армией генерал-полковника Э. Клейста, однако в ходе ожесточённых боёв её наступление было остановлено в предгорьях западной части Главного Кавказского хребта частями 37-й армии генерал-майора П. М. Козлова.
Во время Великой Отечественной войны к Северной Осетии были присоединены территории депортированных ингушей, в опустевшие населённые пункты были переселены осетины из Северной Осетии, а также из Юго-Осетинской автономной области и внутренних районов Грузии. Вернувшимся в 1950-х годах ингушам вернули часть территории, а взамен оставшегося в СОАССР Пригородного района, в то время Чечено-Ингушской АССР передали земли Ставропольского края.

### В составе Российской Федерации
В 1992 году из-за территориальных споров между осетинами и ингушами вспыхнул вооружённый конфликт. По состоянию на 2020 год, конфликт в регионе остаётся замороженным.
9 ноября 1993 года Верховным Советом Северо-Осетинской АССР был принят Закон о переименовании Северо-Осетинской Автономной Советской Социалистической Республики в Республику Северная Осетия, а в 1995 году название республики было изменено на Республику Северная Осетия — Алания.
Конфликт между Россией и Чечнёй в 1990-е годы и в начале XXI века стал причиной совершения на территории Северной Осетии — Алании нескольких крупных террористических актов, которые можно рассматривать, во-первых, как месть российским военнослужащим (на территории республики размещены многие органы управления российской армии, аэродромы и тыловые базы, задействованные в ходе боевых действий в Чечне); во-вторых, как месть пророссийски настроенному населению Северной Осетии, и, в-третьих, как попытка раздуть вялотекущий осетино-ингушский конфликт и отвлечь внимание федерального центра от Чечни.
Особенно чудовищным по своей бесчеловечности и количеству невинных жертв стал захват 1 сентября 2004 года бандой террористов свыше 1100 заложников в здании школы № 1 в Беслане. В результате теракта погибло 333 человека, из них 186 — дети. Свыше 800 человек было ранено. Теракт привёл к серьёзным политическим и демографическим последствиям не только для республики, но и для России в целом.
31 марта 2022 года президент Республики Южная Осетия Анатолий Бибилов сообщил, о том, что Южная Осетия может объединиться с Северной в случае вхождения в состав РФ путём референдума. В тот же день Глава Северной Осетии Сергей Меняйло поддержал возможность объединения республик.

## Население
Численность населения республики по данным Росстата составляет 678 826 чел. (2025). Плотность населения — 84,99 чел./км² (2025). Городское население — 
63,82% (2022).
Большинство населения республики по переписи 2021 гг. составляют осетины — 450 949 (65,6 %). Среди других народов наиболее многочисленны следующие: русские — 112 240 (16,3 %), ингуши — 24 185 (3,5 %), кумыки — 18 054 (2,6 %) и армяне — 13 668 (1,9 %). Также в соответствии с данными переписи 7 % или свыше 41 тыс. жителей республики с неуказанной национальностью.
Северная Осетия — Алания является одним из самых густонаселённых субъектов РФ и занимает по этому показателю 5 место (после Москвы, Санкт-Петербурга, Московской области и Ингушетии). Действительная плотность населения в местах проживания основной части населения составляет более 140 чел./км².

### Этнический состав
| Народ                                         | Численность, перепись 2002 года, человек | Численность, перепись 2010 года человек | Численность, перепись 2021 года человек |
| --------------------------------------------- | ---------------------------------------- | --------------------------------------- | --------------------------------------- |
| Осетины ↘                                     | 445 310 (62,7 %)                         | 459 688 (64,4 %)                        | 450 949 (65,6 %)                        |
| Русские, русские-казаки ↘                     | 174 734 (24,2 %)                         | 146 090 (20,6 %)                        | 112 240 (16,3 %)                        |
| Ингуши ↘                                      | 21 442 (3 %)                             | 28 336 (4 %)                            | 24 185 (3,5 %)                          |
| Кумыки ↗                                      | 12 659 (1,8 %)                           | 16 092 (2,2 %)                          | 18 054 (2,6 %)                          |
| Армяне ↘                                      | 17 147 (2,4 %)                           | 16 235 (2,3 %)                          | 13 668 (1,9 %)                          |
| Грузины ↘                                     | 10 803 (1,5 %)                           | 9095 (1,3 %)                            | 6856 (0,1 %)                            |
| Турки ↗                                       | 2835                                     | 3383                                    | 3578 (0,5 %)                            |
| Чеченцы ↗                                     | 3383                                     | 2264                                    | 2492                                    |
| Азербайджанцы ↘                               | 2429                                     | 2857                                    | 2285                                    |
| Кабардинцы ↘                                  | 2907                                     | 2802                                    | 2214                                    |
| Цыгане ↗                                      | 1553                                     | 1684                                    | 2069                                    |
| Корейцы ↘                                     | 1841                                     | 1458                                    | 973                                     |
| Украинцы ↘                                    | 5198                                     | 3251                                    | 925                                     |
| Греки ↘                                       | 2332                                     | 1885                                    | 1262                                    |
| Татары ↘                                      | 2108                                     | 1411                                    | 686                                     |
| Немцы ↘                                       | 670                                      | 505                                     | 289                                     |
| Евреи ↘                                       | 670                                      | 520                                     | 196                                     |
| Поляки ↘                                      | 490                                      | 370                                     | 120                                     |
| Другие и лица с неуказанной национальностью ↗ | 1500                                     | 900                                     | 47 483 (7 %)                            |

По итогам переписи населения 2020 года проживали следующие национальности (национальности менее 1 % и другое, см. в сноске к строке «Другие»):
| Национальность | Численность, чел. | Доля     |
| -------------- | ----------------- | -------- |
| Осетины        | 439 949           | 64,01 %  |
| Русские        | 122 240           | 17,78 %  |
| Ингуши         | 24 285            | 3,53 %   |
| Кумыки         | 18 054            | 2,63 %   |
| Армяне         | 11 668            | 1,70 %   |
| Другие         | 71 161            | 10,35 %  |
| Итого          | 687 357           | 100,00 % |

## Административно-территориальное деление
В рамках административно-территориального устройства республика разделена на 1 город республиканского подчинения (Владикавказ) и 8 районов.
В рамках муниципального устройства в границах административно-территориальных единиц республики к 1 января 2016 года образованы 111 муниципальных образований, в том числе: 1 городской округ, 8 муниципальных районов, которые включают 5 городских поселений и 97 сельских поселений.
| Название                                          | Административный центр | Площадь, км² | Население, чел. | Плотность населения, чел./км² |
| ------------------------------------------------- | ---------------------- | ------------ | --------------- | ----------------------------- |
| Город республиканского значения (городской округ) |                        |              |                 |                               |
| город Владикавказ                                 | Владикавказ            | 291          | ↗309 971        | 1072,9                        |
| Районы (муниципальные районы)                     |                        |              |                 |                               |
| Алагирский район                                  | Алагир                 | 2010         | ↗38 308         | 18,2                          |
| Ардонский район                                   | Ардон                  | 370          | ↘31 295         | 77,5                          |
| Дигорский район                                   | Дигора                 | 640          | ↗18 652         | 31,9                          |
| Ирафский район                                    | Чикола                 | 1370         | ↗15 561         | 11,2                          |
| Кировский район                                   | Эльхотово              | 360          | ↘27 797         | 74,7                          |
| Моздокский район                                  | Моздок                 | 1080         | ↘81 353         | 81,1                          |
| Правобережный район                               | Беслан                 | 380          | ↗55 684         | 146,3                         |
| Пригородный район                                 | Октябрьское            | 1460         | ↘100 205        | 70,0                          |

Населённые пункты
Населённые пункты с численностью населения более 5000 чел.
| Владикавказ | ↗293 287 |
| Моздок      | ↘34 841  |
| Беслан      | ↗36 199  |
| Алагир      | ↘21 253  |
| Ардон       | ↗18 960  |
| Заводской   | ↗15 316  |
| Эльхотово   | ↘12 671  |
| Сунжа       | ↗11 056  |

| Ногир        | ↗11 870 |
| Кизляр       | ↗11 037 |
| Дигора       | ↗10 120 |
| Октябрьское  | ↘9970   |
| Михайловское | ↘8460   |
| Чермен       | ↘8156   |
| Архонская    | ↘8032   |
| Гизель       | →8107   |

| Камбилеевское | ↘6181 |
| Майское       | ↘6844 |
| Чикола        | ↗7297 |
| Змейская      | ↗6929 |
| Павлодольская | ↘5252 |
| Луковская     | ↗6398 |

## Экономика
Экономика Республики Северная Осетия — Алания представлена развитой промышленностью и многоотраслевым сельским хозяйством.

### Промышленность
Основные отрасли промышленности: цветная металлургия, машиностроение, горнодобывающая (руды цветных металлов, стройматериалы), электронная, лёгкая, стекольная, пищевая.
ООО «Баспик» является монополистом в области научных исследований, разработок и изготовления микроканальных пластин в России и одним из признанных мировых лидеров в этой области, а ОАО «Кетон» — единственным поставщиком сверхтонких конденсаторных плёнок в стране.

### Энергетика
По состоянию на ноябрь 2020 года, на территории Северной Осетии эксплуатировались 10 электростанций общей мощностью 452,92 МВт, в том числе девять ГЭС и одна тепловая электростанция. В 2019 году они произвели 300,9 млн кВт⋅ч электроэнергии. Особенностью энергетики региона является очень высокая доля гидрогенерации, обеспечивающей весь объём выработки электроэнергии.

### Сельское хозяйство
На 1 января 2021 года сельское население 247.493 человек, около 36 % населения Северной Осетии.
В 2020 году продукция сельского хозяйства 39,2 млрд рублей, из них растениеводство 20,9 млрд рублей, животноводство 18,3 млрд рублей. Индексы производства 114,1 %, 110,3 %, 118,6 % соответственно.
На 1 мая 2021 года в хозяйствах всех категорий поголовье крупного рогатого скота 93,9 тыс. голов (-0,7 тыс. к 1 мая 2020), в том числе: коровы 38,0 тыс. (+0,1 тыс.), свиньи 23,1 тыс. голов (+1,0 тыс.), овцы и козы 135,5 тыс. голов (+7,7 тыс.), птица 1091 тыс. голов (+36,3 тыс.).
В 2020 году произведено молока 193,1 тыс. тонн (+15 % к 2019 году).
На 13 ноября 2020 года по республике собрано 719 тыс. тонн зерна всех видов, в том числе кукурузы 556 тыс. тонн. Но ещё убирать более 10 тыс. гектаров царицы полей, и аграрии нацелились на показатель в 800 тыс. тонн зерна. Это станет очередным рекордом в истории республики. Средняя урожайность кукурузы составляет более 68 центнеров зерна с гектара. Урожай картофеля на уровне прошлогоднего — 43 тыс. тонн, или 210 центнеров с гектара.
| тыс. гектар | 201 | 205,8 | 192,5 | 177,3 | 150.6 | 160,6 | 175,9 |

### Основные инвестиционные проекты
- строительство крупнейшего парка аттракционов «Алания парк»[49]
- строительство горнолыжного курорта «Мамисон» (длина трасс 120 км, общий объём инвестиций — 15,3 млрд руб.);
- строительство цементного завода мощностью 1,5 млн т в год (ожидаемый инвестор — компания «УГМК»);
- создание сети ГЭС на малых реках (ориентировочная сумма инвестиций — до 200 млн евро)[50].

### Транспорт
В Республике Северная Осетия — Алания на транспорт и логистику приходится 7,7 % валового регионального продукта.
По уровню инфраструктурной обеспеченности республиканские показатели превышают общероссийские и региональные. По плотности дорог с «твёрдым» покрытием Северная Осетия занимает четвёртое место в России.
Важным конкурентным преимуществом Республики Северная Осетия-Алания является её геоэкономическое положение. По территории республики проходят две автомагистрали, соединяющие европейскую часть России с государствами Закавказья, Ближнего и Среднего Востока.
По территории Северной Осетии — Алании проходят два магистральных автомобильных пути через Главный Кавказский хребет, связывающих Россию со странами Закавказья и Ближнего Востока — Военно-Грузинская дорога и Транскавказская автомагистраль.
Осуществляется реконструкция искусственных покрытий взлётно-посадочной полосы аэропорта «Владикавказ».
Примечательны городские трамваи Владикавказа — одна из старейших трамвайных систем в России (открыта в 1904 году).

## Государственное устройство
Основной закон — Конституция Северной Осетии.

### Наименование должности руководителя
20 мая 2005 Парламент Северной Осетии — Алании внёс изменения в республиканскую конституцию, предусматривающие переименование поста президента Северной Осетии в должность главы республики.
Инициатором внесения поправок стала фракция «Единая Россия». Идею об упразднении в Северной Осетии — Алании института президентства выдвинул секретарь политсовета республиканского отделения этой партии Таймураз Мамсуров (он же председатель парламента республики).
Принятая поправка не касалась Президента Северной Осетии Александра Дзасохова, который до истечения срока своих полномочий мог называться президентом (хотя практика именования его «главой республики» устоялась до принятия официального решения по этому вопросу).
13 сентября 2015 года Тамерлан Агузаров, большинством голосов Парламента Северной Осетии — Алании, был избран Главой республики. 19 февраля 2016 года Агузаров скончался в результате пневмонии в возрасте 52 лет, временно исполняющим обязанности главы республики стал Вячеслав Битаров. 18 сентября 2016 года Парламент Северной Осетии — Алании избрал Битарова главой республики.

## Наука, образование и культура

### Высшее образование
По состоянию на 2015 год в Северной Осетии — Алании действует более десяти университетов, академий, институтов и филиалов, как государственных, так и частных. Большинство находится во Владикавказе.

### Театры
- Академический русский театр имени Е. Вахтангова (Владикавказ)
- Северо-Осетинский государственный академический театр имени В. В. Тхапсаева (Владикавказ)
- Северо-Осетинский театр оперы и балета (Владикавказ)
- Северо-Осетинская государственная филармония (Владикавказ)
- Государственный театр для детей и юношества «Саби» (Владикавказ)
- Дигорский государственный драматический театр (Владикавказ)
- Государственный конный театр «Нарты» (Владикавказ)
- Государственный музыкальный обрядовый театр «Арвайдан» (Владикавказ) (действовал с 1997—2005).
- Молодёжный осетинский театр-студия «Амран» (Владикавказ)
- Молодёжный русский театр «Премьера» (Владикавказ)
- Моздокский государственный театр кукол,
- Моздокский драматический театр,
- Кумыкский драматический театр (с. Кизляр),
- Осетинский драматический народный театр (с. Ногир),
- Осетинский драматический народный театр (с. Тарское),
- Оркестр государственный большой симфонический Филармонии,
- Оркестр гос. театра оперы и балета,
- Оркестр гос. Народных инструментов им. Булата Газданова,
- Оркестр гос. Народных инструментов под упр. Олега Ходова,
- Оркестр гос. Эстрадно-джазовый им. Кима Суанова,
- Государственный камерный смешанный хор «Алания» под упр. Агунды Кокойти,
- Государственный ансамбль народной песни «Уацамонга»,

Ансамбли танца.
- Государственный академический ансамбль танца «Алан».

## Награды
- Орден Ленина
- Орден Октябрьской Революции
- Орден Дружбы народов

## Религия
Главным образом в республике представлены православие, традиционные осетинские верования и ислам. Согласно масштабному опросу исследовательской службы «Среда», проведённому в 2012 году, пункт «Исповедую традиционную религию предков, поклоняюсь богам и силам природы» в Северной Осетии выбрали 29 % опрошенных — самый высокий процент в РФ (следующий — всего 13 %). Пункт «Исповедую православие и принадлежу к РПЦ» выбрали 49 % опрошенных, «Исповедую христианство, но не причисляю себя ни к одной из христианских конфессий» — 10 %, «Не верю в бога» — 3 %, «Исповедую ислам, но не являюсь ни суннитом, ни шиитом» — 3 %, «Исповедую православие, но не принадлежу к РПЦ и не являюсь старообрядцем» — 2 %, «Верю в бога (в высшую силу), но конкретную религию не исповедую» — 1 %. Остальные — меньше 1 %.
На 2020 год:
- православных общин в Республике около 50 из них большинство русско-осетинских, один грузинский, один греческий приход,
- польский католический приход,
- армянская, Григорианская апостольская церковь во Владикавказе, один приход,
- христианский лютеранский приход,
- более 10 христианских протестантских приходов,
- иудейская синагога во Владикавказе,
- суннитских мусульманских общин: одна во Владикавказе, и более 10 в разных районах.